# Agrius obscura
Agrius obscura är en fjärilsart som beskrevs av Tutt 1904. Agrius obscura ingår i släktet Agrius och familjen svärmare. Inga underarter finns listade i Catalogue of Life.